# María León (cantante)
María Elizabeth León Herrera (Zapopan, 14 de febrero de 1986) , es una cantante, bailarina, actriz y compositora mexicana, exvocalista de T' de Tila y Playa Limbo. En 2016, debutó como actriz participando en la serie Guerra de ídolos, de Telemundo y Netflix.
Incursionó con el programa Popstars de Televisa donde formó el grupo T' de Tila, a partir de aquí ha participado en demas concursos de la cadena donde los ha ganado.

## Biografía
Es hija mayor de los señores José Manuel de Jesús León y María Elizabeth Herrera; su hermana es María Cristina. A los cinco años de edad comienza sus estudios de piano, y un año después escribe Mamá, su primera composición interpretada y premiada durante un festival escolar.
Debido a que no podía llevar consigo el piano a donde quería, a los ocho años decide cambiar de instrumento; su papá le paga clases de guitarra clásica con un maestro particular, comprometiéndose a que si era lo que a ella le gustaba, le compraría una “buena”.
En 2002 realiza casting para el reality show Popstars emitido por Televisa, donde resulta ser una de las finalistas. Finalmente es elegida junto a Ana Brenda Contreras, Christian, Lorena y Nancy para formar el grupo T' de Tila, firmado por Sony Music. Grabó un disco homónimo con el grupo. Así como filmó el videoclip del primer sencillo «Dejarte ir». Luego de unos meses de promoción y pocas presentaciones, se liberó un segundo sencillo «Tómate», sin video oficial, y con baja promoción. Finalmente y pese a que el disco involucró el trabajo de Áureo Baqueiro, Aleks Syntek, Mario Domm, Gabriel Esle, entre otros compositores, tanto su casa disquera como la televisora que patrocinó la formación del grupo perdieron interés por ellas y finalizaron el proyecto.
Durante el año 2014 participó en el programa Bailando por un sueño, donde fue la ganadora.
En 2015, participó en el reality show producido por Televisa, Me pongo de pie junto a otros artistas como Ha*Ash, Noel Schajris, Pee Wee, Río Roma y Paty Cantú, donde desempeñó el papel de coach.
En 2017 participa como asesora en La voz kids México con Maluma y se desempeña como jurado en el programa Bailando por un sueño.
Durante 2018 y 2020, León fue jurado en Pequeños gigantes. En 2020 se integró como concursante en el programa ¿Quién es la máscara?, donde fue la ganadora del programa, interpretando el papel de «Disco Ball».
En 2022 participó en Mira quién baila donde ganó y ese año formó parte del jurado de La voz kids México junto a Joss Favela, Paty Cantú y Mau & Ricky.
En 2024 hace una gira con Yahir de nombre Fuego y en 2025 participa en el programa Juego de voces.

## Discografía

### Agrupaciones
- Mary Betty, vocalista y Bailarina de T' de Tila (2002)
- Vocalista de Playa Limbo (2003-2016)

### Como solista

#### Álbumes de estudio
| Año  | Título                                                                          |
| ---- | ------------------------------------------------------------------------------- |
| 2022 | Alquimia - Lanzamiento: 13 de mayo de 2022 - Sello discográfico: OCESA Seitrack |

#### EPs
| Año  | Título                                                                                 |
| ---- | -------------------------------------------------------------------------------------- |
| 2020 | Inquebrantable - Lanzamiento: 10 de enero de 2020 - Sello discográfico: OCESA Seitrack |

#### Sencillos como artista principal
| Año  | Sencillo                                                                   | Álbum                                 |
| ---- | -------------------------------------------------------------------------- | ------------------------------------- |
| 2017 | «El jinete»                                                                | El Jinete (Banda sonora)              |
| 2018 | «Amor ilegal» (con Morenito De Fuego)                                      | Inquebrantable                        |
| 2018 | «Se te salió mi nombre» (con Mariachi Vargas de Tecalitlán)                | Inquebrantable                        |
| 2019 | «Soy yo»                                                                   | Sin álbum                             |
| 2019 | «Ya no espero más»                                                         | El juego de las llaves (Banda sonora) |
| 2019 | «Locos»                                                                    | Inquebrantable                        |
| 2019 | «No te vayas todavía» (Mijares y María León)                               | Sin álbum                             |
| 2020 | «Perro amor»                                                               | Sin álbum                             |
| 2020 | «Pedir permiso» (con Edwin Luna y La Trakalosa de Monterrey)               | Alquimia                              |
| 2020 | «Una noche especial» (Horacio Palencia y María León)                       | Sin álbum                             |
| 2021 | «Pecados solitarios»                                                       | Alquimia                              |
| 2021 | «Mudanza de hormiga» (con Gloria Trevi)                                    | Alquimia                              |
| 2021 | «Alquimia» (con Rubén Albarrán y La Bruja de Texcoco)                      | Alquimia                              |
| 2022 | «Te quedas sin mí» (con Yuri)                                              | Alquimia                              |
| 2022 | «Quebradita» (con Pliego Villareal)                                        | Alquimia                              |
| 2022 | «All I Want For Christmas Is You» (María José con María León & Paty Cantú) | Sin álbum                             |
| 2022 | «Una llamada perdida» (con Leonel García)                                  | Alquimia                              |
| 2022 | «Prohibido amarnos» (con María José)                                       | Alquimia                              |
| 2022 | «Divina maldición»                                                         | Sin álbum                             |
| 2023 | «¡Hola!, Me llamo María»                                                   | Sin álbum                             |
| 2024 | «Mírame»                                                                   | Sin álbum                             |

#### Sencillos como artista invitado
| Año  | Sencillo                                                       | Posiciones en las listas | Posiciones en las listas | Posiciones en las listas | Posiciones en las listas | Álbum     |
| Año  | Sencillo                                                       | Español Airplay          | Airplay                  | MEX                      | ESP                      | Álbum     |
| ---- | -------------------------------------------------------------- | ------------------------ | ------------------------ | ------------------------ | ------------------------ | --------- |
| 2012 | «Adelante» (Paty Cantú con Ha*Ash, María León, Rodrigo Dávila) | —                        | —                        | —                        | —                        | Sin álbum |
| 2016 | «Prohibido besar » (Moenia con María León)                     | —                        | —                        | —                        | —                        | Sin álbum |
| 2020 | «Resistiré México» (con varios artistas)                       | 4                        | 15                       | 18                       | —                        | Sin álbum |

## Filmografía

### Televisión
| Año       | Programa              | Cadena    | Nota                  | Ref.   |
| --------- | --------------------- | --------- | --------------------- | ------ |
| 2002      | Popstars México       | Televisa  | Ganadora              | [ 41 ] |
| 2014      | Bailando por un sueño | Televisa  | Ganadora              | [ 42 ] |
| 2015      | Me pongo de pie       | Televisa  | Entrenador / Capitana | [ 43 ] |
| 2017      | Guerra de ídolos      | Telemundo | Protagonista          | [ 44 ] |
| 2017      | La voz kids México    | Televisa  | Asesora (Maluma)      |        |
| 2017      | Bailando por un sueño | Televisa  | Juez                  | [ 45 ] |
| 2018/2020 | Pequeños gigantes     | Televisa  | Juez                  | [ 5 ]  |
| 2020      | ¿Quién es la máscara? | Televisa  | Ganadora              | [ 6 ]  |
| 2022      | La voz kids México    | TV Azteca | Coach                 | [ 8 ]  |
| 2022      | Mira quién baila      | Univision | Ganadora              | [ 46 ] |
| 2025      | Juego de voces        | Televisa  | Participante          | [ 47 ] |

### Teatro
| Año       | Obra                                 | Personajes      | Ref.   |
| --------- | ------------------------------------ | --------------- | ------ |
| 2013-2015 | Hoy no me puedo levantar: El musical | María / Ana     | [ 48 ] |
| 2019      | Chicago, el musical                  | Roxie Hart      | [ 49 ] |
| 2023      | Mentiras: el musical                 | Lupita          |        |
| 2023-2024 | Vaselina                             | Sandy           |        |
| 2024      | Jesucristo Superestrella             | María Magdalena |        |

Cine
En 2016 María León se integra al elenco de la película La voz de un sueño donde interpreta a Irene. 
En 2023 hace el doblaje de la personaje “Asha” en la película Wish: el poder de los deseos de Disney. 

## Premios y nominaciones
| Año  | Premio             | Categoría                                        | Trabajo nominado                              | Resultado                             | Ref.   |
| ---- | ------------------ | ------------------------------------------------ | --------------------------------------------- | ------------------------------------- | ------ |
| 2021 | Fans Choice Awards | Banda                                            | Ella misma                                    | Nominada                              | [ 50 ] |
| 2021 | Fans Choice Awards | Concierto Streaming - Artista femenino           | Ella misma                                    | Nominada                              | [ 50 ] |
| 2021 | Fans Choice Awards | Mejor vídeo feat - Artista femenino              | Ella misma                                    | Nominada                              | [ 50 ] |
| 2021 | Fans Choice Awards | Salsa, Cumbia y Tropical                         | Ella misma                                    | Ganadora                              | [ 51 ] |
| 2021 | Premios Los Metro  | Mejor Actuación Femenina Principal en un Musical | Chicago el musical y Hoy No Me Puedo Levantar | Ganadora por Hoy No Me Puedo Levantar |        |